# Ablerus aonidiellae
Ablerus aonidiellae is een vliesvleugelig insect uit de familie Aphelinidae. De wetenschappelijke naam is voor het eerst geldig gepubliceerd in 1974 door Hayat.